# تونتيتاون
تونتيتاون (بالإنجليزية: Tontitown, Arkansas)‏ هي مدينة تقع في مقاطعة واشنطن، أركنسو بولاية أركنساس في الولايات المتحدة. تبلغ مساحة هذه المدينة 18.2 (كم²)، وترتفع عن سطح البحر 393 م، بلغ عدد سكانها 2460 نسمة في عام 2000 حسب إحصاء مكتب تعداد الولايات المتحدة.

## التركيبة السكانية
حدّد مكتب تعداد الولايات المتحدة بيانات التركيبة السكانية لتونتيتاون في تعداد الولايات المتحدة. في ما يلي، التركيبة السكانية حسب تعدادي 2000 و2010.

### تعداد عام 2000
بلغ عدد سكان تونتيتاون 942 نسمة بحسب تعداد عام 2000، وبلغ عدد الأسر 351 أسرة وعدد العائلات 273 عائلة مقيمة في المدينة. في حين سجلت الكثافة السكانية 20.2 نسمة لكل كيلومتر مربع (52.3/ميل2). وبلغ عدد الوحدات السكنية 368 وحدة بمتوسط كثافة قدره 7.9 لكل كيلومتر مربع (20.5/ميل2).
وتوزع التركيب العرقي للمدينة بنسبة 96.28% من البيض و1.70% من الأمريكيين الأصليين و0.11% من سكان جزر المحيط الهادئ و0.85% من الأعراق الأخرى و1.06% من عرقين مختلطين أو أكثر و2.23% من الهسبانيون أو اللاتينيون من أي عرق.
بلغ عدد الأسر 351 أسرة كانت نسبة 41.9% منها لديها أطفال تحت سن الثامنة عشر تعيش معهم، وبلغت نسبة الأزواج القاطنين مع بعضهم البعض 66.4% من أصل المجموع الكلي للأسر، ونسبة 7.4% من الأسر كان لديها معيلات من الإناث دون وجود شريك، بينما كانت نسبة 4% من الأسر لديها معيلون من الذكور دون وجود شريكة وكانت نسبة 22.2% من غير العائلات. تألفت نسبة 18.5% من أصل جميع الأسر من عدة أفراد يعيشون في نفس المنزل ونسبة 9.1% كانت تتألف من شخص يعيش بمفرده يبلغ من العمر 65 عاماً أو أكثر. وبلغ متوسط حجم الأسرة المعيشية 2.68، أما متوسط حجم العائلات فبلغ 3.07.
بلغ العمر الوسطي للسكان 37.3 عاماً. وكانت نسبة 27% من القاطنين تحت سن الثامنة عشر، وكانت نسبة 6.5% بين الثامنة عشر والرابعة والعشرين عاماً، ونسبة 29.7% كانت واقعةً في الفئة العمرية ما بين الخامسة والعشرين والرابعة والأربعين عاماً، ونسبة 24.6% كانت ما بين الخامسة والأربعين والرابعة والستين، ونسبة 12.2% كانت ضمن فئة الخامسة والستين عاماً فما فوق. يوجد لكل 100 أنثى 100.0 ذكر، ويوجد لكل 100 أنثى في الثامنة عشر من عمرها فما فوق 97.1 ذكر.
بلغ متوسط دخل الأسرة في المدينة 43,750 دولارًا، أما متوسط دخل العائلة فبلغ 47,589 دولارًا. وكان متوسط دخل الذكور 32,917 دولارًا مقابل 25,750 دولارًا للإناث. وسجل دخل الفرد الخاص بالمدينة 20,058 دولارًا. وكانت نسبة 4.9% من العائلات ونسبة 8.7% من السكان تحت خط الفقر، وكان من هؤلاء نسبة 10.7% تحت سن الثامنة عشر ونسبة 6.9% في الخامسة والستين من العمر وما فوق.

### تعداد عام 2010
بلغ عدد سكان تونتيتاون 2,460 نسمة بحسب تعداد عام 2010، وبلغ عدد الأسر 882 أسرة وعدد العائلات 713 عائلة مقيمة في المدينة. في حين سجلت الكثافة السكانية 52.6 نسمة لكل كيلومتر مربع (136.2/ميل2). وبلغ عدد الوحدات السكنية 959 وحدة بمتوسط كثافة قدره 20.5 لكل كيلومتر مربع (53.1/ميل2).
وتوزع التركيب العرقي للمدينة بنسبة 92.89% من البيض و0.33% من الأمريكيين الأفارقة و0.53% من الأمريكيين الأصليين و0.57% من الأمريكيين ذوي الأصول الآسيوية و0.04% من سكان جزر المحيط الهادئ و3.21% من الأعراق الأخرى و2.44% من عرقين مختلطين أو أكثر و5.69% من الهسبانيون أو اللاتينيون من أي عرق.
بلغ عدد الأسر 882 أسرة كانت نسبة 37.4% منها لديها أطفال تحت سن الثامنة عشر تعيش معهم، وبلغت نسبة الأزواج القاطنين مع بعضهم البعض 68.8% من أصل المجموع الكلي للأسر، ونسبة 7.5% من الأسر كان لديها معيلات من الإناث دون وجود شريك، بينما كانت نسبة 4.5% من الأسر لديها معيلون من الذكور دون وجود شريكة وكانت نسبة 19.2% من غير العائلات. تألفت نسبة 15.2% من أصل جميع الأسر من عدة أفراد يعيشون في نفس المنزل ونسبة 6% كانت تتألف من شخص يعيش بمفرده يبلغ من العمر 65 عاماً أو أكثر. وبلغ متوسط حجم الأسرة المعيشية 2.79، أما متوسط حجم العائلات فبلغ 3.09.
بلغ العمر الوسطي للسكان 41.0 عاماً. وكانت نسبة 26.5% من القاطنين تحت سن الثامنة عشر، وكانت نسبة 7% بين الثامنة عشر والرابعة والعشرين عاماً، ونسبة 22.8% كانت واقعةً في الفئة العمرية ما بين الخامسة والعشرين والرابعة والأربعين عاماً، ونسبة 32.2% كانت ما بين الخامسة والأربعين والرابعة والستين، ونسبة 11.4% كانت ضمن فئة الخامسة والستين عاماً فما فوق. وتوزع التركيب الجنسي للسكان بنسبة 50.3% ذكور و49.7% إناث.

## أعلام
- جوشوا دوجار

## وصلات خارجية
- The US50 - Cities and Towns in Arkansas State
- 2012 United States Census Estimate